# Robin des Bois Junior
Robin des Bois Junior (Young Robin Hood) est une série télévisée d'animation en coproduction canadienne-franco entre Cinar, France Animation, Antenne 2 et M6,distrubee par Hanna-Barbera Productions pour Global Television Network,Family Channel,ICI Radio-Canada Télé,CNC et Confimage 3. en 26 épisodes de 26 minutes créée d'après le personnage de Robin des Bois et diffusée entre le 15 septembre et le 8 décembre 1991 en syndication,1994-2001 sur Cartoon Network et finale 2002-presente sur Boomerang.
En Croatie, la série a été diffusée à partir sur HRT, en France, la série a été diffusée à partir du 4 avril 1992 sur Antenne 2 et 1993 sur M6, et au Québec à partir du 12 décembre 1992 à la Télévision de Radio-Canada et en Anglais Canada rediffusée à partner en 12 décembre 1992 sur Family Channel et 1993 sur Global Television Network et rediffusée à partir du 8 septembre 1997 à Télétoon.

## Synopsis
Cette série met en scène la jeunesse du célèbre Robin des Bois.

## Voix françaises
- Jean-Claude Corbel : Robin des Bois
- Daniel Beretta : le shérif de Nottingham
- Pierre Laurent : Gilbert
- Olivier Granier : Prince Jean
- Danièle Hazan : Hagalah
- Bertrand Liebert : Allan, le ménestrel
- Olivier Korol : Frère Tuck
- Séverine Morisot : Marianne
- Yves Barsacq : Père Octavius
- Éric Etcheverry : Petit Jean

 Source et légende : version française (VF) sur RS Doublage

## Épisodes
1. Le Sanglier de Sherwood (Wild Boar of Sherwood)
2. Le Trésor des Vikings (The Viking Treasure)
3. Duel des voleurs (Duel of Thieves)
4. Hagalah, reine d'un jour (Hagalah's Day in Court)
5. Le Spectre du marais (The Black Bog of Sherwood)
6. Le Roi des brigands (The King of the Outlaws)
7. Titre français inconnu (The Prince Who Was Late for Dinner)
8. Le Trésor des pirates (Smuggler's Cove)
9. Du gâteau (The Band Takes the Cake)
10. Titre français inconnu (Good News, Bad News)
11. Titre français inconnu (Fowl Play)
12. Le Retour de Jesse Bras d'acier (The Return of Jesse Strongbow)
13. L'Armure du chevalier (The Knights Armor)
14. La Dette du prince (Sherwood Stakes)
15. Titre français inconnu (You're Gonna Be a Star)
16. La Vipère noire (The Black Viper)
17. Le Tapis volant (The Magic Carpet)
18. Titre français inconnu (Jest in Time)
19. Message des contrées lointaines (Message from a Distant Land)
20. Le Prince espagnol (The Spanish Prince)
21. Un bébé dans les bois (The Babe in the Woods)
22. Les Troglodytes (The Underhills)
23. L'Homme à la cagoule (The Shrouded Man)
24. Le Cheval fantôme (The Phantom Horse)
25. Titre français inconnu (Merry No More)
26. La Riche Héritière (For Love or Money)